# أسفل تظنكة (يهر)

تعديل مصدري - تعديل

اسفل تظنكة هي إحدى قرى عزلة يهر بمديرية يهر التابعة لمحافظة لحج، بلغ تعداد سكانها 242 نسمة حسب تعداد اليمن لعام 2004.